# Пучкин, Степан Денисович
Степа́н Дени́сович Пучкин (1906, посад Злынка, Черниговская губерния — 10 октября 1941, в районе Перекопа, Крым) — советский военный лётчик, погибший при выполнении тарана наземной цели в октябре 1941 года.

## Биография
Родился в посаде Злынка Черниговской губернии в 1906 году. Его семья в 1924 году переехала в Москву, где Степан работал на авиационном заводе и учился на рабфаке. Поступил в финансово-экономический институт; со второго курса перешёл учиться в Качинскую военную школу лётчиков, которую окончил в 1932 году.
Участвовал в боях советско-финской войны, был награждён орденом Красного Знамени.
С осени 1941 года капитан С. Д. Пучкин служил в 62-м смешанном авиаполку ВВС Черноморского флота, располагавшемуся в Крыму. 10 октября 1941 года экипаж Пе-2 лётчика С. Д. Пучкина участвовал в налёте на танковую колонну противника, в бою самолёт был подбит. Лётчик направил подбитую машину на скопления танков и погиб.
"В воздушных боях и на аэродромах за сентябрь — октябрь 1941 г. черноморцы уничтожили 94 самолета противника. В боях у Перекопа особенно отличились летчики-черноморцы капитан С. Д. Пучкин, повторивший бессмертный подвиг капитана Гастелло, полковник И. В. Шаронов, капитаны А. В. Шубиков, К. Д. Денисов, И. К. Калинин, И. С. Любимов, старший лейтенант М. В. Авдеев, лейтенанты И. Я. Каспаров, Г. В. Филатов".

### Семья
Сын, дочь.

## Память
В городе Злынка Брянской области именем С. Д. Пучкина названа улица.